# Tipula (Vestiplex) teshionis
Tipula (Vestiplex) teshionis is een tweevleugelige uit de familie langpootmuggen (Tipulidae). De soort komt voor in het Palearctisch gebied.